# Danuta Borecka-Biernat
Danuta Borecka-Biernat (ur. 1959) – polska psycholog, dr hab. nauk humanistycznych, profesor nadzwyczajny Instytutu Psychologii Wydziału Nauk Historycznych i Pedagogicznych Uniwersytetu Wrocławskiego.

## Życiorys
21 czerwca 1995 obroniła pracę doktorską Psychospołeczne uwarunkowania agresywnego i nieśmiałego zachowania się młodzieży w sytuacji ekspozycji, 8 listopada 2007 habilitowała się na podstawie pracy zatytułowanej Strategie radzenia sobie młodzieży w trudnych sytuacjach społecznych. Psychospołeczne uwarunkowania. Pracowała w Instytucie Pedagogiki na Wydziale Nauk Pedagogicznych Dolnośląskiej Szkole Wyższej Edukacji Towarzystwa Wiedzy Powszechnej we Wrocławiu.
Była profesorem w Wałbrzyskiej Wyższej Szkole Zarządzania i Przedsiębiorczości.
Jest profesorem nadzwyczajnym w Instytucie Psychologii na Wydziale Nauk Historycznych i Pedagogicznych Uniwersytetu Wrocławskiego.